# Исламов, Шарустам
Шарустам Исламов (узб. Sharustam Islomov, 1899 года, Ташкент, Российская империя — 1938 год) — советский партийный и государственный деятель, председатель СНК Автономной Туркестанской ССР (1924).

## Послужной список
| 1917 — ?               | в Красной Гвардии                                                            |
| 1919 — ?               | на политической работе в РККА                                                |
|                        | в КСМ Туркестанской ССР                                                      |
|                        | народный комиссар продовольствия Автономной Туркестанской ССР                |
|                        | заместитель председателя СНК Автономной Туркестанской ССР                    |
|                        | член Средне-Азиатского Экономического совещания                              |
| ? — 11.1924            | председатель СНК Автономной Туркестанской ССР                                |
| 30.10.1924 — 6.2.1925  | секретарь Временного организационного бюро КП(б) Узбекистана                 |
| 1924 — 1934            | член Средне-Азиатского бюро ЦК РКП(б) — ВКП(б)                               |
| 18.11.1924 — 13.2.1925 | член Революционного комитета Узбекской ССР                                   |
| 12.2.1925 — 1937       | член ЦК КП(б) Узбекистана                                                    |
|                        | уполномоченный Главного хлопкового комитета по посевной в Андижанском округе |
| 1931 — ?               | народный комиссар коммунального хозяйства Узбекской ССР                      |
|                        | народный комиссар земледелия Узбекской ССР                                   |
| 1938                   | арестован                                                                    |